# Christian Zwedorn

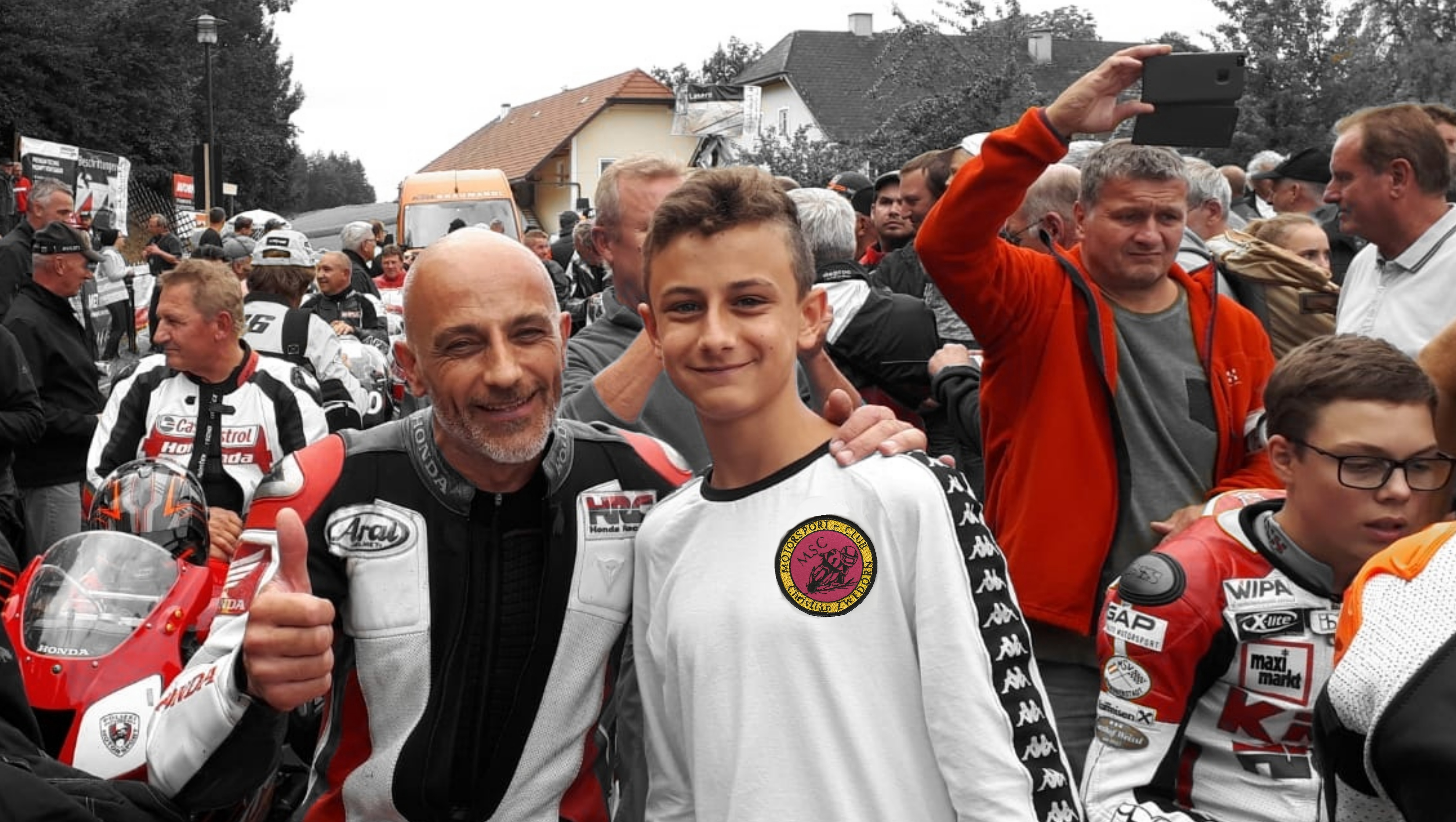
Christian Zwedorn mit Sohn Marco in Schwanenstadt 2018

Christian „Zwedi“ Zwedorn (* 21. September 1965 in St. Pölten) ist ein ehemaliger österreichischer Motorradrennfahrer, Honda-Cup-Sieger und dreifacher österreichischer Motorrad-Staatsmeister.

## Sportliche Laufbahn
Christian Zwedorn begann seine Motorsportkarriere im April 1988 auf seiner Honda CBR 500 F (500 cm³) im Honda-Cup auf dem Salzburgring. Im folgenden Jahr gewann er den Honda-Cup in der Junior- und in der Gesamtwertung. Aufgrund des Erfolges erhielt Zwedorn 1990 einen Profivertrag im Eagle-Racing-Team.
Im Team von Walter Adler standen Zwedorn zwei Mechaniker sowie zwei Superbikes Honda RC30 (750 cm³) zur Verfügung. Zwedorn gewann in der Superbike-Klasse das erste Rennen in Landshaag mit Tagesbestzeit. Beim Superbike-WM-Lauf 1990 am Österreichring belegte er den 15. Platz und gewann somit seinen ersten und einzigen WM-Punkt. Insgesamt fuhr er in dieser Saison drei Rennen. Nach dem SUPERBIKE-WM-Lauf in Sportsland SUGO/Japan startete er als Gesamtführender der heimischen Staatsmeisterschaft. 10 Tage vor dem letzten Staatsmeisterschaftslauf stürzte Zwedorn mit einer Honda NX 250 Dominator und erlitt einen Beckenbruch. Die Verletzung verhinderte die Teilnahme am Finallauf. Es reichte dennoch zum Vize-Staatsmeister in der Superbike-Klasse.
Im Jahr 1991 wieder voll genesen gewann Zwedorn die österreichische Superbike-Meisterschaft. Im folgenden Jahr wechselte er in die Europameisterschaft der Supersport-Klasse (600 cm³). Hierfür wurde das Zwedorn-Racing-Team gegründet. Auf seiner Honda CBR 600 F reichte es zum 7. Gesamtrang. National war Zwedorn erfolgreicher und wurde Staatsmeister. Im Jahr 1993 gelang ihm in der Europameisterschaft der Supersport-Klasse der 6. Gesamtplatz und in der nationalen österreichischen wurde er Vize-Staatsmeister.
Im Jahr 1994 startete Zwedorn erstmals am Daytona International Speedway (Florida/USA) bei den Rennen zur AMA Superbike Championship, wo er den 10. Platz erreichte. National gewann Christian Zwedorn alle Rennen und sicherte sich den dritten Staatsmeistertitel. Bei den Läufen zur Europameisterschaft der Supersport-Klasse wurde er 1994 Vize-Europameister. 1995 begann Zwedorn wieder in Daytona, wo er zum Lauf der AMA Supersport 600 den 5. Platz erreichte. Der Schwerpunkt für 1995 war die Thunderbike-Trophy (inoffizielle 600er-Weltmeisterschaft), die im Rahmen der europäischen MotoGP ausgetragen wurde und am Circuito de Jerez (Spanien) startete. Zwedorn startete mittlerweile für das Team Castrol Honda Austria.
Beim Rennen zur AMA-Supersport-600-Klasse belegte er 1996 den 7. Platz. Beim folgenden ersten Meisterschaftslauf in Landshaag brach sich Zwedorn zum zweiten Mal in seiner Karriere das Becken und musste länger pausieren. Im folgenden Jahr nahm er an der Supersport-600-World-Series teil. Nach einem guten Saisonstart in Misano (I) folgte ein Sturz im zweiten Lauf in Donington Park (GB), wo Zwedorn sich das Fersenbein brach. Ohne Rennpause fuhr er dank eines Spezialstiefels aus Carbon weiter. Im fünften Lauf in Brands Hatch (GB) brach sich der Fahrer erneut das Becken und musste im November 1997 seine Karriere beenden.

## Erfolge

### National
- 1989: Sieger des Honda-Cup in der Gesamt- und Junior-Wertung
- 1990: Vize-Staatsmeister Superbike
- 1991: Staatsmeister Superbike
- 1992: Staatsmeister Supersport 600
- 1993: Vize-Staatsmeister Supersport 600
- 1994: Staatsmeister Supersport 600

### International
- 1990: 15. Platz und erster WM-Punkt beim Superbike-WM-Lauf am Ö-Ring
- 1992: 7. Platz in der Europameisterschaft Supersport 600
- 1993: 6. Platz in der Europameisterschaft Supersport 600
- 1994: 10. Platz in Daytona AMA Supersport 600 (= Amerikanische Meisterschaft). Vize-Europameister Supersport 600
- 1995: 5. Platz in Daytona AMA Supersport 600 10er Gesamtrang der Thunderbike-Trophy („Inoffizielle 600er Weltmeisterschaft“)
- 1996: 3. Platz und somit letzte Trophäe bei einem der vielen Clubraces in Daytona. 7. Platz in Daytona AMA Supersport 600